# Адміністративний поділ Японії
Японія поділяється на вісім регіонів — Хоккайдо, Тохоку, Канто, Чюбу, Кінкі, Чюґоку, Шікоку, Кюшю. Регіони не є складовою частиною адміністративного поділу, але часто вживаються в урядових і громадських матеріалах. Інколи зі складу регіону Кюшю виокремлюють регіон Окінава.

## Адміністративний поділ Японії
Японія офіційно поділяється на 47 префектур, адміністративних одиниць найвищого рівня. Вони складаються з однієї столиці то (яп. 都) — Токіо, одного краю до (яп. 道) — Хоккайдо, двох округів фу (府) — Кіото і Осаки, та сорока трьох префектур кен (яп. 県). Незважаючи на відмінності у японських назвах найвищих адміністративних одиниць, у західному японознавстві їх усі прийнято називати «префектурами» для зручності. Як правило, їх традиційно групують у більш крупні регіони, які однак не є складовою офіційного адміністративного поділу Японії.
Нижче префектур розміщуються такі адміністративні одиниці — субпрефектури, міста державного значення і повіти.
Субпрефектури, яких нараховується 14, існують лише у префектурі Хоккайдо. Для решти префектур нижчою одиницею є повіт.
До міст державного значення належать 17 міст, населення яких перевищує 500 000 чоловік. Це — Кобе (1956), Кіото (1956), Наґоя (1956), Осака (1956), Йокохама (1956), Кітакюшю (1963), Фукуока (1972), Кавасакі (1972), Саппоро (1972), Хірошіма (1980), Сендай (1989), Чіба (1992), Сайтама (2003), Шідзуока (2005), Сакаї (2006), Ніїґата (2007) і Хамамацу (2007). Столиця Токіо до подібних міст не належить, бо є столичною префектурою, а не містом.
Окрім префектур і повітів, в країні існують адміністративні одиниці муніципального рівня які користуються широкою автономією. Це центральні міста, особливі міста, власне міста, 23 спеціальні райони Токіо, а також містечка і села.

## Історія

### 7— 8 століття
- - Провінція (країна) 国 куні / коку
    - Повіт 郡　корі / ґун
      - Сільська округа 里　рі — 50 дворів (戸　ко)

### 8— 10 століття

Столична округа (Кінай)
Східноморський край (Токай)
Східногірський край (Тосан)
Північноземний край (Хокуріку)
Темногірський край (Сан'їн)
Світлогірський край (Санйо)
Південноморський край (Нанкай)
Західноморський край (Сайкай)

- Округа 畿内 кінай
- Край 道 до
  - Провінція (країна) 国 куні / коку
    - Повіт 郡　корі / ґун
      - Волость 郷　ґо — 50 дворів (戸　ко)
        - Сільська округа 里　рі (до 740)
- Столиця 京 міяко / кьо

### 10— 16
- Округа 畿内 кінай
- Край 道 до
  - Провінція (країна) 国 куні / коку
    - Повіт 郡　корі / ґун
      - Волость 郷　ґо
- Столиця 京 міяко / кьо

### 17— 19 століття
- Округа 畿内 кінай
- Край 道 до
  - Провінція (країна) 国 куні / коку
    - Повіт 郡　корі / ґун
      - Містечко 町 мачі / чьо
        - Група 組　кумі — 10-30 сіл.
          - Село 村　мура
- Столиця 京 міяко / кьо

### 19 століття
- 1871 Ліквідація ханів і заснування префектур

Сучасна система адміністративного поділу була запроваджена у 1871 році На початку кількість префектур дорівнювала кількості хан — понад 300. Згодом їх скоротили до 72, а у 1888 році — до 47. Закон про місцеве самоврядування, принятий по закінченню Другої світової війни надав префектурам більше владних повноважень. Наразі, враховуючи стірмкий розвиток урбанізації в Японії, японський уряд розглядає проєкт реформування префектур у 10 більших адміністративних одиниць.

## 20 століття
- Префектура 都 то / 道 до / 府　фу / 県　кен (то-до-фу-кен)
  - Місто 市 ші
    - Міський район 区 ку
      - Квартал 町 / 丁 чьо

    - Повіт 郡 ґун
      - Містечко 町 мачі / чьо
        - Село 村　мура

```
 
Префектури
 (都道府県, 
то-до-фу-кен
)
  │  
  ├─
Міста
 (市 
ші
)
  │   │
  │   ├─
Міста державного значення

  │   │   │
  │   │   └─
Міські райони
　(区 
ку
)
  │   │　　　   
  │   ├─
Центральні міста

  │   │
  │   ├─
Особливі міста

  │   │
  │   └─Звичайні міста
  │
  ├─
Повіти
 ( 郡 
ґун
)
  │   │
  │   ├─
Містечка
  (町 
мачі
 / 
чьо
)
  │   │
  │   └─
Села
  (村 
мура
 / 
сон
)
  │
  └─
Особливі райони
 (特別区 
токубецу-ку
)
```

## Префектури

### Префектури
| №  |
| -- |
| 01 |
| 02 |
| 03 |
| 04 |
| 05 |
| 06 |
| 07 |
| 08 |
| 09 |
| 10 |
| 11 |
| 12 |
| 13 |
| 14 |
| 15 |
| 16 |
| 17 |
| 18 |
| 19 |
| 20 |
| 21 |
| 22 |
| 23 |
| 24 |

| Префектура | Центр     | Регіон | Площа     | Нас-ня    |
| ---------- | --------- | ------ | --------- | --------- |
| Айті       | Наґоя     | Тюбу   | 5164,57   | 7 390 524 |
| Акіта      | Акіта     | Тохоку | 11 612,22 | 1 110 459 |
| Аоморі     | Аоморі    | Тохоку | 9607,05   | 1 395 953 |
| Вакаяма    | Вакаяма   | Кінкі  | 4726,28   | 1 013 498 |
| Ґіфу       | Ґіфу      | Тюбу   | 10 621,17 | 2 074 658 |
| Ґумма      | Маебасі   | Канто  | 6363,16   | 2 012 561 |
| Ехіме      | Мацуяма   | Сікоку | 5677,55   | 1 444 742 |
| Ібаракі    | Міто      | Канто  | 6095,69   | 2 968 143 |
| Івате      | Моріока   | Тохоку | 15 278,85 | 1 352 858 |
| Ісікава    | Канадзава | Тюбу   | 4185,55   | 1 166 667 |
| Каґава     | Такамацу  | Сікоку | 1876,51   | 1 002 942 |
| Каґошіма   | Каґошіма  | Кюсю   | 9188,67   | 1 718 881 |
| Канаґава   | Йокогама  | Канто  | 2415,84   | 9 060 649 |
| Коті       | Коті      | Сікоку | 7105,13   | 781 862   |
| Кумамото   | Кумамото  | Кюсю   | 7405,80   | 1 821 919 |
| Кіото      | Кіото     | Кінкі  | 4613,01   | 2 579 921 |
| Міє        | Цу        | Кінкі  | 5777,19   | 1 870 083 |
| Міяґі      | Сендай    | Тохоку | 7285,75   | 2 343 932 |
| Міядзакі   | Міядзакі  | Кюсю   | 7734,80   | 1 136 260 |
| Наґано     | Наґано    | Тюбу   | 13 562,23 | 2 144 569 |
| Наґасакі   | Наґасакі  | Кюсю   | 4104,48   | 1 440 727 |
| Нара       | Нара      | Кінкі  | 3691,09   | 1 405 074 |
| Ніїґата    | Ніїґата   | Тюбу   | 12 583,72 | 2 364 212 |
| Ойта       | Ойта      | Кюсю   | 6339,54   | 1 201 047 |

| №  |
| -- |
| 25 |
| 26 |
| 27 |
| 28 |
| 29 |
| 30 |
| 31 |
| 32 |
| 33 |
| 34 |
| 35 |
| 36 |
| 37 |
| 38 |
| 39 |
| 40 |
| 41 |
| 42 |
| 43 |
| 44 |
| 45 |
| 46 |
| 47 |

| Префектура | Центр    | Регіон   | Площа     | Нас-ня     |
| ---------- | -------- | -------- | --------- | ---------- |
| Окаяма     | Окаяма   | Тюґоку   | 7113,21   | 1 949 035  |
| Окінава    | Наха     | Кюсю     | 2275,91   | 1 380 113  |
| Осака      | Осака    | Кінкі    | 1897,85   | 8 835 919  |
| Саґа       | Саґа     | Кюсю     | 2439,60   | 855 506    |
| Сайтама    | Сайтама  | Канто    | 3797,25   | 7 142 803  |
| Сіґа       | Оцу      | Кінкі    | 4017,36   | 1 402 210  |
| Сімане     | Мацуе    | Тюґоку   | 6707,86   | 724 338    |
| Сідзуока   | Сідзуока | Тюбу     | 7780,42   | 3 752 078  |
| Тіба       | Тіба     | Канто    | 5156,60   | 6 153 658  |
| Токіо      | Токіо    | Канто    | 2187,65   | 13 190 833 |
| Токусіма   | Токусіма | Шікоку   | 4146,55   | 793 278    |
| Тотіґі     | Уцуномія | Канто    | 6408,28   | 2 014 777  |
| Тотторі    | Тотторі  | Тюґоку   | 3507,26   | 594 437    |
| Тояма      | Тояма    | Тюбу     | 4247,55   | 1 089 215  |
| Фукуй      | Фукуй    | Тюбу     | 4189,59   | 803 809    |
| Фукуока    | Фукуока  | Кюсю     | 4976,97   | 5 062 828  |
| Фукусіма   | Фукусіма | Тохоку   | 13 782,75 | 2 054 095  |
| Хіросіма   | Хіросіма | Тюґоку   | 8479,03   | 2 856 580  |
| Хоккайдо   | Саппоро  | Хоккайдо | 83 456,58 | 5 348 102  |
| Хьоґо      | Кобе     | Кінкі    | 8395,84   | 5 598 342  |
| Ямаґата    | Ямаґата  | Тохоку   | 9323,46   | 1 188 214  |
| Ямаґуті    | Ямаґуті  | Тюґоку   | 6112,81   | 1 463 678  |
| Яманасі    | Кофу     | Тюбу     | 4465,37   | 858 516    |